# Мольн (Австрия)
Мольн (нем. Molln) — коммуна (нем. Gemeinde) в Австрии, в федеральной земле Верхняя Австрия.
Входит в состав округа Кирхдорф-на-Кремсе. Население составляет 3705 человек (на 31 декабря 2005 года). Занимает площадь 191 км². Официальный код — 40 909.
Яркой достопримечательностью местности является гидроэлектростанция Штайрдурхбрух на реке Штайр, прекрасно сохранившийся памятник промышленной архитектуры начала XX века.

## Политическая ситуация
Бургомистр коммуны — Ренате Реттенеггер (СДПА) по результатам выборов 2003 года.
Совет представителей коммуны (нем. Gemeinderat) состоит из 25 мест.
- СДПА занимает 15 мест.
- АНП занимает 9 мест.
- АПС занимает 1 место.